# Santa Bárbara (Chile)
Santa Bárbara ist eine Stadt und Gemeinde in der Provinz Bío-Bío in der Región del Biobío in Chile. Bei der Volkszählung im Jahr 2017 hatte sie 13.773 Einwohner. Die Gemeinde erstreckt sich über eine Fläche von 1254,9 km².

## Geschichte
Die Stadt Santa Bárbara liegt am Nordufer des Flusses Río Bío Bío und wurde 1756 von Manuel de Amat y Juniet zunächst als Festung von Santa Bárbara gegründet. Der Gouverneur besiedelte und errichtete dort am 4. Juli 1758 die Stadt Santa Bárbara. Die Stadt und die Festung wurden während der Regierung von Ambrosio O’Higgins ausgebaut und wurden zu einem wichtigen Posten zur Eindämmung der Malónen der Pehuenchen. Im Januar 1819 wurde es entvölkert und 1821 vom Royalisten Juan Manuel Picó niedergebrannt. Es blieb bis 1833 in Trümmern, als es unter der Leitung des Kommandanten Domingo Salvo wieder besiedelt wurde. Es entwickelte sich schließlich so weit, dass es am 2. Januar 1871 erneut als Stadt anerkannt wurde.

## Bevölkerung
Laut der Volkszählung des Nationalen Statistikinstituts von 2002 hatte Santa Bárbara 19.970 Einwohner (10.835 Männer und 9135 Frauen). Davon lebten 7932 (39,7 %) in städtischen Gebieten und 12.038 (60,3 %) in ländlichen Gebieten. Die Bevölkerung wuchs zwischen den Volkszählungen 1992 und 2002 um 67,8 % (8069 Personen). Im Jahr 2017 zählte man 13.773 Personen.

## Persönlichkeiten
- Tomás Abel Carrasco Cortés (* 1970), römisch-katholischer Geistlicher und Bischof von San Juan Bautista de Calama
- Yonathan Andía (* 1992), Fußballspieler